# ویسنته والکارتسه
ویسنته والکارتسه (انگلیسی: Vicente Valcarce؛ زادهٔ ۱۹ اکتبر ۱۹۷۴) بازیکن فوتبال اهل اسپانیا است.
از باشگاه‌هایی که در آن بازی کرده‌است می‌توان به باشگاه فوتبال رئال مادرید سی و باشگاه فوتبال مالاگا اشاره کرد.